# Pseudaletis catori
Pseudaletis catori är en fjärilsart som beskrevs av Bethune-Baker 1926. Pseudaletis catori ingår i släktet Pseudaletis och familjen juvelvingar. Inga underarter finns listade i Catalogue of Life.